# Крешентини, Дино
Ди́но Крешенти́ни (итал. Dino Crescentini; 22 сентября 1947, Сан-Марино — 22 июня 2008, Боуманвилль) — сан-маринский бобслеист и автогонщик. В составе сборной Сан-Марино по бобслею принимал участие в зимних Олимпийских играх 1994 года. Погиб на автогонках в Канаде в 2008 году.

## Биография
Дино Крешентини родился 22 сентября 1947 года в Сан-Марино. В 1970-х годах переехал в Мичиган.
Крешентини был одним из сооснователей сборной Сан-Марино по бобслею. Он жил в Рочестер-Хиллз, когда получил право участвовать в Зимних Олимпийских играх 1994. На Олимпийских играх выступал с Майклом Кроченци. Был знаменосцем Сан-Марино в 1994 году на зимних Олимпийских играх.

### Создание сборной Сан-Марино по бобслею
Крешентини с тремя другими бобслеистами, уроженцами Сан-Марино, имеющими двойное гражданство США и Сан-Марино, основал национальную сборную Сан-Марино по босблею. В январе 1994 года они прошли отбор на Олимпийские игры, для чего им пришлось арендовать боб, так как их бобы находились в тот момент в Европе.
Во время спуска произошла серьезная авария, в ходе которой судьи посчитали Дино мёртвым, так как его шлем слетел и лежал в нескольких метрах от него.

### Смерть
После Олимпийских игр, Крешентини решил опробовать себя в гонках. В июне 2008 года на гоночном фестивале в Моспорте, автомобиль Крешентини на высокой скорости перевернулся и врезался в стену на шестом повороте. Спортсмена доставили в больницу в Боуманвилле, где он скончался в тот же день от полученных травм. Похоронен в Рочестере (штат Мичиган).